# Джонсон, Холли
Хо́лли Джо́нсон (англ. Holly Johnson, настоящее имя: William Johnson; род. 9 февраля 1960 года) — британский певец и музыкант. Наиболее известен как солист группы Frankie Goes to Hollywood, после ухода из которой сделал короткую, но поначалу очень успешную сольную карьеру с несколькими хитами в первой пятёрке и альбомом на первом месте в Великобритании. Потом временно отошёл от музыки, но вернулся и продолжает выступать сольно.

## Биография
Холли Джонсон родился и вырос в Ливерпуле. До основания FGH играл на бас-гитаре в составе группы Big in Japan, где выпустил два сингла на лейбле. В начале 1980-х годов музыкант создаёт группу «Frankie Goes to Hollywood», в которой занимает место ведущего вокалиста. В 1987 году Джонсон покидает «Frankie Goes to Hollywood» в связи с разногласиями с коллективом и начинает сольную карьеру.
Спустя 2 года судебных тяжб с ZTT Records выходит дебютный альбом «Blast». Синглы «Love Train», «Americanos» и «Atomic City» занимают высокие позиции в чартах. С 1990 по 1991 год выходит ещё два альбома. В 1991 году музыкант узнаёт о том, что живет  с  ВИЧ, после чего начинается перерыв в его музыкальной карьере. В марте 1994 года Холли издаёт свою автобиографию «Кости в моей флейте». С середины 1990-х годов Холли Джонсон работал преимущественно как художник, работы которого экспонировались на некоторых известных выставках. В 1999 году, после длительного перерыва, выходит альбом «Soulstream», который также включает в себя перезаписанную версию композиции «The Power of love».
В интервью Q Awards в 2011 году Джонсон объявил о наличии материала для нового альбома. В 2014 году выходит последний на данный момент альбом «Europa».

## Дискография
См. также дискографии групп Big in Japan и Frankie Goes to Hollywood.

### Альбомы
| Год  | Название                    | Наивысшие позиции в чартах | Наивысшие позиции в чартах | Наивысшие позиции в чартах | Наивысшие позиции в чартах | Наивысшие позиции в чартах | Наивысшие позиции в чартах | Наивысшие позиции в чартах | Наивысшие позиции в чартах | Наивысшие позиции в чартах | Сертификацц                |
| Год  | Название                    | UK                         | AUT                        | GER                        | ITA                        | NLD                        | NOR                        | NZL                        | SWE                        | SWI                        | Сертификацц                |
| ---- | --------------------------- | -------------------------- | -------------------------- | -------------------------- | -------------------------- | -------------------------- | -------------------------- | -------------------------- | -------------------------- | -------------------------- | -------------------------- |
| 1989 | Blast                       | 1                          | 12                         | 5                          | 10                         | 27                         | 10                         | 11                         | 11                         | 10                         | - UK: Platinum - GER: Gold |
| 1990 | Hollelujah                  | —                          | —                          | —                          | —                          | —                          | —                          | —                          | —                          | —                          |                            |
| 1991 | Dreams That Money Can't Buy | —                          | —                          | —                          | —                          | —                          | —                          | —                          | —                          | —                          |                            |
| 1999 | Soulstream                  | —                          | —                          | —                          | —                          | —                          | —                          | —                          | —                          | —                          |                            |
| 2014 | Europa                      | 63                         | —                          | —                          | —                          | —                          | —                          | —                          | —                          | —                          |                            |

### Синглы
| Год  | Название                   | Наивысшие позиции в чартах | Наивысшие позиции в чартах | Наивысшие позиции в чартах | Наивысшие позиции в чартах | Наивысшие позиции в чартах | Наивысшие позиции в чартах | Наивысшие позиции в чартах | Наивысшие позиции в чартах | Наивысшие позиции в чартах | Наивысшие позиции в чартах | Наивысшие позиции в чартах | Наивысшие позиции в чартах | Наивысшие позиции в чартах | Альбом                      |
| Год  | Название                   | UK                         | AUS                        | AUT                        | CAN                        | GER                        | IRE                        | ITA                        | NLD                        | NOR                        | NZL                        | SWE                        | SWI                        | US                         | Альбом                      |
| ---- | -------------------------- | -------------------------- | -------------------------- | -------------------------- | -------------------------- | -------------------------- | -------------------------- | -------------------------- | -------------------------- | -------------------------- | -------------------------- | -------------------------- | -------------------------- | -------------------------- | --------------------------- |
| 1979 | «Yankee Rose»              | —                          | —                          | —                          | —                          | —                          | —                          | —                          | —                          | —                          | —                          | —                          | —                          | —                          | —                           |
| 1980 | «Hobo Joe»                 | —                          | —                          | —                          | —                          | —                          | —                          | —                          | —                          | —                          | —                          | —                          | —                          | —                          | —                           |
| 1989 | «Love Train»               | 4                          | 35                         | 17                         | 56                         | 4                          | 5                          | 21                         | 12                         | 10                         | 20                         | 14                         | 8                          | 65                         | Blast                       |
| 1989 | «Americanos»               | 4                          | —                          | 1                          | —                          | 2                          | 6                          | 10                         | 8                          | 6                          | 10                         | 7                          | 4                          | —                          | Blast                       |
| 1989 | «Atomic City»              | 18                         | —                          | 19                         | —                          | 16                         | 9                          | 29                         | 40                         | —                          | 20                         | —                          | 10                         | —                          | Blast                       |
| 1989 | «Heaven's Here»            | 62                         | —                          | —                          | —                          | 58                         | 22                         | —                          | —                          | —                          | —                          | —                          | —                          | —                          | Blast                       |
| 1990 | «Where Has Love Gone?»     | 73                         | —                          | —                          | —                          | —                          | —                          | —                          | —                          | —                          | —                          | —                          | —                          | —                          | Dreams That Money Can’t Buy |
| 1991 | «Across the Universe»      | 99                         | —                          | —                          | —                          | —                          | —                          | —                          | —                          | —                          | —                          | —                          | —                          | —                          | Dreams That Money Can’t Buy |
| 1991 | «The People Want to Dance» | —                          | —                          | —                          | —                          | —                          | —                          | —                          | —                          | —                          | —                          | —                          | —                          | —                          | Dreams That Money Can’t Buy |
| 1994 | «Legendary Children»       | 97                         | —                          | —                          | —                          | —                          | —                          | —                          | —                          | —                          | —                          | —                          | —                          | —                          | —                           |
| 1998 | «Hallelujah!»              | —                          | —                          | —                          | —                          | —                          | —                          | —                          | —                          | —                          | —                          | —                          | —                          | —                          | Soulstream                  |
| 1999 | «Disco Heaven»             | 89                         | —                          | —                          | —                          | —                          | —                          | —                          | —                          | —                          | —                          | —                          | —                          | —                          | Soulstream                  |
| 1999 | «The Power of Love»        | 56                         | —                          | —                          | —                          | —                          | —                          | —                          | —                          | —                          | —                          | —                          | —                          | —                          | Soulstream                  |
| 2014 | «Follow Your Heart»        | —                          | —                          | —                          | —                          | —                          | —                          | —                          | —                          | —                          | —                          | —                          | —                          | —                          | Europa                      |
| 2014 | «In and Out of Love»       | —                          | —                          | —                          | —                          | —                          | —                          | —                          | —                          | —                          | —                          | —                          | —                          | —                          | Europa                      |

### Совместные синглы
| Год  | Название | Наивысшие позиции в чартах | Наивысшие позиции в чартах | Наивысшие позиции в чартах | Наивысшие позиции в чартах | Наивысшие позиции в чартах | Наивысшие позиции в чартах | Наивысшие позиции в чартах | Наивысшие позиции в чартах | Наивысшие позиции в чартах | Альбом        |
| Год  | Название | UK                         | AUS                        | AUT                        | GER                        | IRE                        | ITA                        | NLD                        | NOR                        | SWI                        | Альбом        |
| ---- | --- | -------------------------- | -------------------------- | -------------------------- | -------------------------- | -------------------------- | -------------------------- | -------------------------- | -------------------------- | -------------------------- | ------------- |
| 1989 | «Ferry 'Cross the Mersey» (c The Christians, Полом Маккартни, Джерри Марсденом и Стоком, Эйткеном и Уотерманом) | 1                          | 45                         | 15                         | 5                          | 1                          | 15                         | 21                         | 4                          | 11                         | —             |
| 1994 | «Love & Hate» (с Рюити Сакамото)                                                                                | —                          | —                          | —                          | —                          | —                          | —                          | —                          | —                          | —                          | Sweet Revenge |
| 2012 | «He Ain't Heavy, He's My Brother» (в составе The Justice Collective)                                            | 1                          | —                          | —                          | —                          | 4                          | —                          | —                          | —                          | —                          | —             |